# 希娜·拉巴尼·哈尔
希娜·拉巴尼·哈尔，又译希納·拉巴尼·卡爾（英語：Hina Rabbani Khar，1977年11月19日—），是一名巴基斯坦政治人物及經濟學家。她在2011年7月被任命为巴基斯坦外交部长，是巴基斯坦外交部最年轻的部长，也是该国首位女外长。哈尔被視為巴基斯坦其中一位最有權力的女性政治人物之一。2022年4月19日至2022年4月29日，她再一次短暫掌管外交部。
她在1999年到2002年期间在美国马萨诸塞大学阿默斯特分校学习并获得硕士学位。在2002年和2008年大选中当选巴基斯坦议会下议院国民大会议员，并曾在2008年至2011年担任财政和经济事务国务部长。

## 早年生活

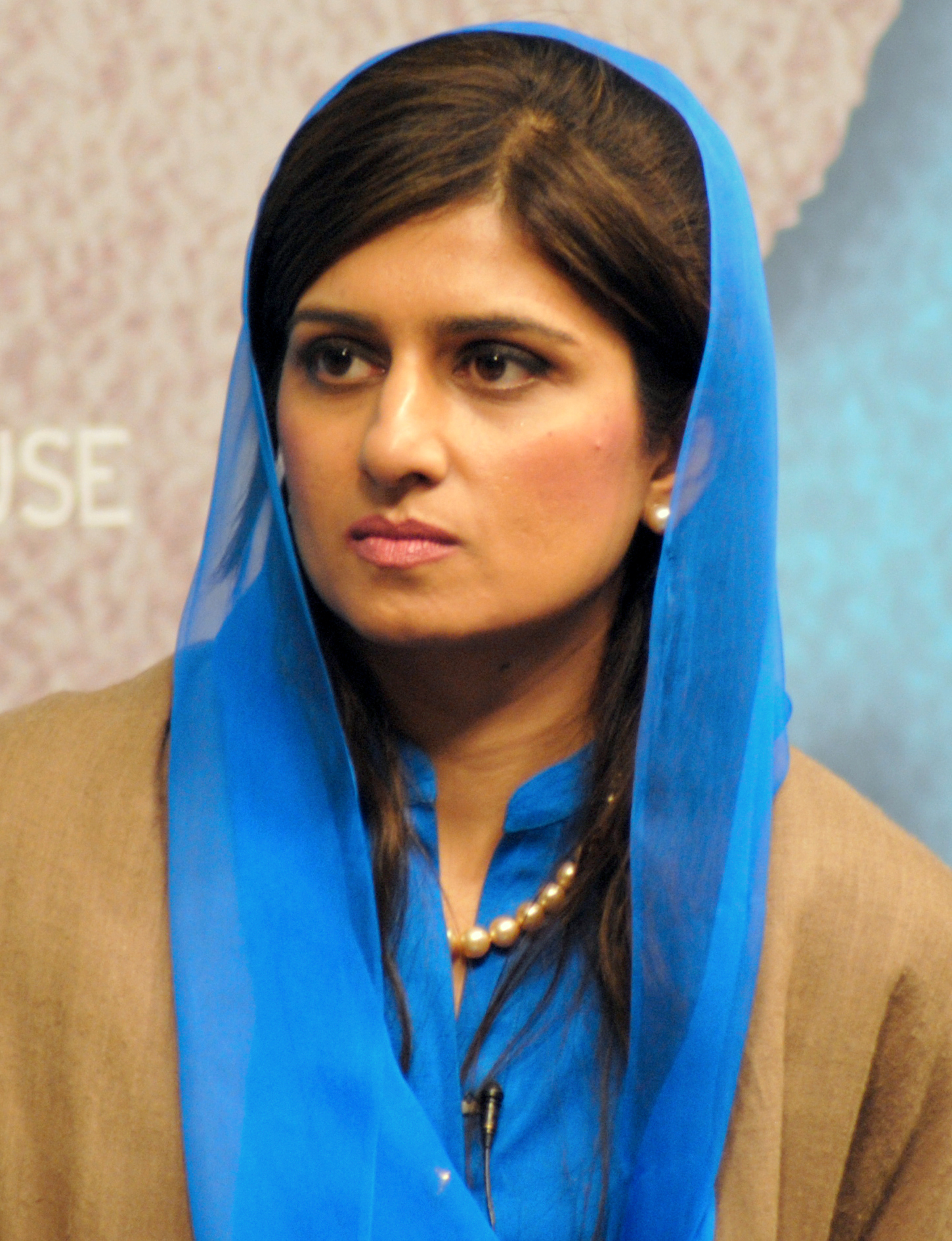
在2012年的哈尔

哈尔出生於木爾坦，父親吴拉姆·努尔·拉巴尼·哈尔是一名很有影響力的前政治人物，退休前曾是國民議會的成員。她亦是前旁遮普省省長吴拉姆·穆斯塔法·哈尔的姪女。哈尔和丈夫Feroze Gulzar育有兩名女兒：Annaya和Dina。